# Grammicolepididae
Die Grammicolepididae sind eine Familie der Petersfischartigen (Zeiformes). Sie leben in Atlantik und Pazifik in Tiefen von 100 bis 800 Metern. Es gibt drei monotypische Gattungen in zwei Unterfamilien.

## Merkmale
Die Fische sind hochrückig und haben die typische Gestalt der Zeiformes. Die Schuppen sind schmal, lang und pergamentartig dünn. Bei Jungtieren sind der zweite Strahl der Rückenflosse sowie der erste Strahl der Afterflosse verlängert. Bei ausgewachsenen Fischen sind sie viel kürzer. Das Maul der Unterfamilie Grammicolepidinae ist sehr klein und enthält ein bis zwei Reihen kleiner Zähne. Gaumenbein und Pflugscharbein sind zahnlos.
Flossenformel der Unterfamilie Grammicolepidinae: Dorsale V–VII/27–34, Anale II/27–35, Ventrale I/6, Caudale 13
Flossenformel der Unterfamilie Macrurocyttinae: Dorsale V/27, Anale 22, Pectorale 15

## Systematik
- Unterfamilie Grammicolepidinae
  - Grammicolepis
    - Grammicolepis brachiusculus Poey, 1873.

  - Xenolepidichthys
    - Xenolepidichthys dalgleishi Gilchrist, 1922.
- Unterfamilie Macrurocyttinae
  - Macrurocyttus
    - Macrurocyttus acanthopodus Fowler, 1934.